# Морозов Микола Олександрович
Мико́ла Олекса́ндрович Моро́зов (рос. Николай Александрович Морозов; нар. 7 липня 1854, Борок, нині Ярославської області Росії — пом. 30 липня 1946, Борок) — російський революційний народник, учений, письменник. Почесний член АН СРСР від 1932 року.

## Біографічні відомості
Микола Морозов був членом гуртка чайковців, «Землі і волі», виконкому «Народної волі». У 1882–1905 роках перебував у Петропавлівській і Шліссельбурзькій фортецях.
Автор праць із хімії, фізики, астрономії, математики, історії.
Автор віршів, повістей, спогадів (видано 1965 року).